# Cléré-du-Bois
Cléré-du-Bois là một xã ở tỉnh Indre khu vực trung bộ Pháp. Xã này có diện tích 36,13 km², dân số thời điểm năm 1999 là 267 người. Khu vực này có độ cao trung bình 132 mét trên mực nước biển.